# Maastrichter Prinzipien zu den extraterritorialen Staatenpflichten im Bereich der wirtschaftlichen, sozialen und kulturellen Rechte
Die Maastrichter Prinzipien zu den extraterritorialen Staatenpflichten im Bereich der wirtschaftlichen, sozialen und kulturellen Rechte wurden von einem internationalen Konsortium von Völkerrechtlern und Nichtregierungsorganisationen erarbeitet und bei einem Expertentreffen im September 2011 in Maastricht verabschiedet. Die 44 Prinzipien definieren und konkretisieren grenzüberschreitende staatliche Verantwortung dort, wo Staaten durch ihr Handeln oder Unterlassen die Möglichkeit haben, die Einhaltung von Menschenrechten zu gewährleisten bzw. Menschenrechtsverletzungen zu verhindern oder zu beenden. Die Maastrichter Prinzipien fassen damit zusammen, was verschiedene VN-Ausschüsse bereits gefordert haben.  Der normative Rahmen, den die Prinzipien darstellen, ist also nicht neu, sondern hergeleitet aus bestehenden Menschenrechtsnormen.

## Warum die Maastrichter Prinzipien?
Die Globalisierung führt dazu, dass sich politische und wirtschaftliche Entscheidungen oftmals negativ auf die Wahrnehmung der Menschenrechte in anderen Ländern auswirken, d. h. zum Beispiel Außenwirtschaftspolitik zu Menschenrechtsverletzungen im Ausland führen kann. Die im traditionellen Völkerrecht nur territorial verstandenen Staatenpflichten reichen nicht aus, um dieser großen Reichweite staatlichen Handelns in der globalisierten Welt gerecht zu werden und die Menschenrechte effektiv zu schützen.
Vor diesem Hintergrund wurden die Maastrichter Prinzipien formuliert. Sie stellen eine Interpretation der VN-Menschenrechtskonventionen dar und verlangen von der Staatengemeinschaft, extraterritoriale Staatenpflichten als völkerrechtliche Verpflichtung anzuerkennen. Damit sollen mittelfristig umfassende Achtungs-, Schutz und Gewährleistungspflichten für Situationen geschaffen werden, in denen Staaten durch ihr Handeln oder Unterlassen Einfluss auf die wirtschaftlichen, sozialen und kulturellen Menschenrechte (WSK-Rechte) im Ausland nehmen können.

## Die Vereinten Nationen und die Maastrichter Prinzipien
Die Maastrichter Prinzipien berufen sich auf die Empfehlungen und allgemeinen Kommentare verschiedener VN-Organe. Viele VN-Organe wiederum verweisen inzwischen explizit auf die Maastrichter Prinzipien, u. a. der VN-Kinderrechtsausschuss. In seinen 16. Allgemeinen  Kommentaren heißt es z. B., dass die Kinderrechtskonvention die staatliche Verantwortung zum Schutz der Kinderrechte nicht auf territoriale Grenzen beschränkt. Staaten sollen also das Verhalten von nicht-staatlichen Akteuren regulieren, um die Kinderrechte international zu schützen.
Auch UN-Sonderberichterstatter berufen sich schon regelmäßig auf die Maastrichter Prinzipien. So forderten die UN Sonderberichterstatter für das Recht auf Nahrung bzw. für das Recht auf sicheres Trinkwasser und sanitäre Anlagen die nationalen Regierungen dazu auf, die Maastrichter Prinzipien umgehend in politische Entscheidungen miteinzubeziehen.  Die Prinzipien seien ein wichtiges Instrument, um wirtschaftliche und soziale Probleme der Globalisierung gezielt anzugehen. Die UN-Sonderberichterstatterin für extreme Armut und Menschenrechte, Magdalena Sepúlveda, betont sogar, dass extraterritoriale Staatenpflichten einen elementaren Stellenwert im Kampf gegen globale Armut hätten.

## Entstehung und Ziele der Maastrichter Prinzipien
2007 gründete sich das Konsortium für extraterritoriale Verpflichtungen in Genf. Das Konsortium setzt sich aus rund 80 Organisationen und Einzelpersonen der Menschenrechtspolitik und-analyse zusammen, darunter u. a. Amnesty International, Brot für die Welt, Human Rights Watch, die Internationale Juristenkommission (ICJ), Misereor, Oxfam GB und die Universität Maastricht.
Das erklärte Ziel des Konsortiums ist die völkerrechtliche Anerkennung und Umsetzung umfassender extraterritorialer Achtungs-, Schutz und Gewährleistungspflichten von Staaten im Bereich Menschenrechte. Dazu wurden 2011 bei einer Konferenz der Internationalen Juristenkommission und der Universität Maastricht aus dem Konsortium heraus die Maastrichter Prinzipien erarbeitet und verabschiedet. Beteiligt waren 40 Experten der Vereinten Nationen, aus Nichtregierungsorganisationen, der Wissenschaft und dem Völkerrecht. Das Konsortium setzt sich seitdem dafür ein, dass Zivilgesellschaft, soziale Bewegungen, Staaten und internationale Organisationen die Maastrichter Prinzipien als Teil der Menschenrechtsanalyse und Politikgestaltung ansehen, um für einen universellen Schutz der Menschenrechte zu sorgen. Gemäß Artikel 38.1d der Statuten des Internationalen Gerichtshofs können die Maastrichter Prinzipien als eine Quelle des Völkerrechts genutzt werden.

## Die Prinzipien
Die Maastrichter Prinzipien umfassen 44 Prinzipien, die in Abschnitte unterteilt sind: Allgemeine Prinzipien, Achtungs-, Schutz- und Gewährleistungspflichten, Rechenschaft und Rechtsmittel sowie Schlussbestimmungen.

### Allgemeine Prinzipien
Der erste Abschnitt erläutert allgemeine Grundsätze der Menschenrechte, wie zum Beispiel ihre universelle Gültigkeit. Gemäß Prinzip 3 sind Staaten verpflichtet, Menschenrechte im In- und Ausland zu schützen. Dies ist keine allgemeine Pflicht, die einzelne Staat für alle Menschen in sämtlichen Ländern verantwortlich macht, sondern bezieht sich nur auf Situationen, in denen ein Staat durch politische, wirtschaftliche oder militärische Entscheidungen Einfluss auf die Verwirklichung der Menschenrechte in anderen Ländern nimmt. Zur Herleitung dieser extraterritorialen Verpflichtungen berufen sich die Maastrichter Prinzipien auf verschiedene Quellen des internationalen Menschenrechtsschutzes (Prinzip 6), u. a. auch die.

### Umfang extraterritorialer Staatspflichten
In diesem Abschnitt wird erläutert, unter welchen Voraussetzungen Staaten für die Verwirklichung der Menschenrechte in Drittstaaten mitverantwortlich sind. Gemäß Prinzip 9 muss der Staat in folgenden Situationen die Menschenrechte im Ausland achten, schützen und ggf. auch gewährleisten:
a) Er besitzt Staatsgewalt oder übt tatsächliche Macht aus
b) Handlungen/Unterlassungen des Staates haben vorhersehbare Auswirkungen auf die Ausübung wirtschaftlicher, sozialer und kultureller Recht, die dem Staat bewusst sind (z. B. Handelsabkommen)
c) Der Staat hat entscheidenden Einfluss auf die Verwirklichung der Menschenrechte (z. B. in der internationalen Entwicklungshilfe)

### Achtungspflichten
Diese Pflichten beziehen sich auf das aktive Eingreifen eines Staates. Prinzip 20 zufolge müssen Staaten davon absehen, die Ausübung von Menschenrechten außerhalb ihres Territoriums zu erschweren oder zu verhindern. Außerdem ist von indirekten Beeinträchtigungen abzusehen (Prinzip 21). Es darf also kein anderer Staat unterstützt oder dazu angeleitet werden, wirtschaftliche, soziale und kulturelle Rechte zu verletzen. So darf ein Staat einerseits durch aktives Handeln, zum Beispiel militärische Einsätze, die Ausübung von wirtschaftlichen, sozialen und kulturellen Rechten nicht behindern. Andererseits müssen auch indirekte Aktionen, zum Beispiel Handelsverträge, so abgestimmt sein, dass der andere Staat nicht dazu angeleitet wird, die Gewährleistung der Menschenrechte zu beeinträchtigen.

### Schutzpflichten
Die Menschenrechtsverträge verlangen nach allgemeiner Auffassung von den Unterzeichnerstaaten auch einen Schutz vor Menschenrechtsverletzungen die durch Dritte begangen werden. Die staatliche Schutzpflicht endet nicht an den eigenen Staatsgrenzen. Staaten müssen durch Gesetzgebung, Verwaltung und Rechtsprechung sicherstellen, dass unter ihrem Einfluss stehende, nicht-staatliche Akteure wie Privatpersonen und Organisationen, transnationale Konzerne und andere Firmen, die Ausübung sozialer und kultureller Rechte auch im Ausland nicht behindern oder verletzen machen. Prinzip 25 erläutert, in welchen Situationen staatliche Maßnahmen im Sinne von Prinzip 24 ergriffen werden müssen.
a) Wenn (drohender) Schaden im Territorium entspringt oder erfolgt – oder:
b) Wenn ein nicht-staatliche Akteur die Nationalität des betreffenden Landes besitzt – oder:
c) Wenn die (Mutter-)Gesellschaft einer Firma ihren Sitz im betreffenden Staat hat – oder:
d) Wenn es eine Verbindung zwischen dem betreffenden Staat und dem zu regulierenden Verhalten gibt (z. B. der nicht-staatliche Akteur übt einen Großteil seiner Tätigkeiten im betreffenden Land aus) – oder:
e) Wenn ein rechtsverletzendes Verhalten gegen eine zwingende Norm des Völkerrechts (Ius cogens) verstößt

### Gewährleistungspflichten
Im fünften Abschnitt der Prinzipien geht es um die Schaffung der Rahmenbedingungen zur weltweiten Verwirklichung der Menschenrechte (Prinzip 29). In Art. 2 (1) des VN-Sozialpakts verpflichtet sich jeder Vertragsstaat, einzeln und durch internationale Kooperation, nach allen Möglichkeiten Maßnahmen zu treffen, um mit allen geeigneten Mitteln, vor allem gesetzgeberische Maßnahmen, die im Sozialpakt anerkannten Rechte zu verwirklichen.
Die Verwirklichung der wirtschaftlichen, sozialen und kulturellen Rechten muss daher bei politischen Entscheidungen auf internationaler Ebene (z. B. in Bezug auf Besteuerung oder globalen Handel) ebenso wie auf nationaler Ebene priorisiert werden.
Artikel 2(1) ist außerdem zu entnehmen, dass insbesondere Staaten mit hohen wirtschaftlichen und technischen Möglichkeiten eine Pflicht haben, Entwicklungshilfe zu leisten. Extraterritorial müssen Staaten die Menschenrechte deshalb entsprechend ihrer vorhandenen Ressourcen fördern (Prinzip 31). So hatten sich schon 1970 die Vereinten Nationen das Ziel gesetzt, dass alle Industriestaaten 0,7 % des nationalen Bruttosozialprodukts zur Entwicklungshilfe und somit auch zur Gewährleistung der universellen Menschenrechte bereitstellen sollten – bis heute liegen die tatsächlichen Hilfen weit darunter.
Prinzip 32 zufolge, sollten Staaten dabei
a) Besonders die Rechte von benachteiligten und bedrohten Gruppen fördern
b) Kernverpflichtungen zur Verwirklichung der Rechte den Vorrang geben
c) Internationale Normen respektieren (z. B. Recht auf Selbstbestimmung)
d) Keine rückschrittlichen Maßnahmen ergreifen
Laut Prinzip 34 besteht außerdem eine Verpflichtung zum Ersuchen um internationale Unterstützung und Zusammenarbeit. Wenn ein Staat die wirtschaftlichen, sozialen und kulturellen Rechte nicht gewährleisten kann, ist er dazu angehalten, internationale Unterstützung zu suchen, um dieses Ziel zu erreichen.

### Rechenschaft und Rechtsmittel
Artikel 8 der Allgemeinen Erklärung der Menschenrechte stellt fest, dass jedes Recht ein verfügbares Rechtsmittel braucht. Deshalb weist Prinzip 37 in den Maastrichter Grundsätzen auf die allgemeine Verpflichtung zur Gewährung wirksamer Rechtsmittel hin. Bei Verletzungen der wirtschaftlichen, sozialen und kulturellen Rechte muss demnach eine nationale, internationale, unabhängige oder gerichtliche Instanz für Opfer zugänglich sein. Um dies zu gewährleisten, sollten Staaten
a) Zusammenarbeiten oder Unterstützung suchen, um Rechtsmittel sicherzustellen
b) Rechtlichen Zugang für Gruppen und Individuen ermöglichen
c) Opfer beteiligen
d) Zugang zu (außer)gerichtlichen Mitteln garantieren
e) Das Recht auf Einzelbeschwerde vor dem UN-Sozialausschuss anerkennen (2008 wurde ein Protokoll verabschiedet, um das Recht der Individualbeschwerde auch in Bezug auf wirtschaftliche, soziale und kulturelle Rechte anzuerkennen. Bis heute haben allerdings nur wenige Staaten das Protokoll ratifiziert.)

### Schlussbestimmungen
In diesem Abschnitt wird unterstrichen, dass die vorangegangenen Prinzipien nicht die Verpflichtungen eines Staates gegenüber der eigenen Bevölkerung einschränken (Prinzip 44). Außerdem dürfen Staaten die Erfüllung der extraterritorialen Staatenpflichten nur beschränken, wenn dies im Einklang mit völkerrechtlichen Bestimmungen geschieht (Prinzip 42). Keine gesetzliche Verantwortung soll durch die beschriebenen Prinzipien geschwächt oder eingeschränkt werden (Prinzip 43).

## Fallbeispiele

### Europäische Geflügelexporte nach Westafrika
Die Geflügelexporte der EU nach Westafrika (z. B. Ghana, Kamerun) sind in den letzten Jahren drastisch gestiegen. Allein zwischen 2010 und 2012 stiegen die Exportzahlen über 64 % auf 464.059 Tonnen; die deutschen Hühnerfleischexporte wuchsen im gleichen Zeitraum gar um 166 % auf 42.897 Tonnen. In der Regel handelt es sich um gefrorene Hühnerteile, die in der Europäischen Union keinen Markt haben. Die erhöhten Exporte führen zu einer Zerstörung der Lebensgrundlage von lokalen Bauern und Händlern, die die inländische Ware nicht zu einem so niedrigen Preis vermarkten können wie die ausländischen Verkäufer, die von niedrigen Importzöllen profitieren. Die lokalen, meist kleinbäuerlichen Hühnerfleischproduzenten mussten weitestgehend ihre Produktion aufgegeben oder auf die wirtschaftlich riskantere, da kostenintensivere Eierproduktion umgestellt.
Da in afrikanischen Ländern sichere Kühlketten meist nicht sichergestellt werden können, birgt das tiefgekühlte Hühnerfleisch aus dem Import Gesundheitsrisiken für die lokalen Verbraucher (z. B. Bakterienbelastung, Salmonellen). Einer Studie des Centre Pasteur in Jaunde zufolge, waren im Jahr 2004 83,5 % der untersuchten Hühnerteile für den menschlichen Verzehr ungeeignet; der Mikrobenbesatz lag bis zu 180fach über den EU-Höchstwerten für Geflügel. Dabei hat den Maastrichter Prinzipien 12 und 14 zufolge jeder Staat die Verpflichtung, von Verhalten abzusehen, das die wirtschaftlichen, sozialen und kulturellen Rechte in extraterritorialen Gebieten beeinträchtigen könnte. Dass es in den betroffenen Ländern wie Ghana oder Kamerun kaum verlässliche Kühlketten gibt, ist ein vorhersehbares Risiko, dass den Exporteuren auch durch vorherige Prüfung bewusst sein müsste. Der Eingriff in die nationale Wirtschaftsstruktur erschwert es zudem den lokalen Regierungen, das Recht auf Nahrung und Gesundheit der Bevölkerung zu schützen und zu gewährleisten. Demzufolge widerspricht das Verhalten der EU dem Maastrichter Prinzip 21(a), das besagt, dass die Fähigkeit eines Staates, seiner Menschenrechtspflicht nachzukommen, nicht vom Verhalten anderer Staaten beeinträchtigt werden darf. Laut den Maastrichter Prinzipien gefährden die Exporte die Ausübung wirtschaftlicher, sozialer und kultureller Rechte und müssten deshalb untersagt oder eingeschränkt werden.

### Landvertreibung in Uganda
2001 wurden rund 4000 Bewohner des ugandischen Distrikt Mubende von ihrem Land vertrieben. Grund dafür war die Verpachtung des Bodenbesitzes an die Kaweri Coffee Plantation Ltd., eine Tochterfirma der deutschen Neumann Kaffee Gruppe.
Die Dorfbewohner waren aufgefordert worden, ihren Landbesitz dem neuen Investor zu überlassen. Als dies nicht geschah, ging die ugandische Armee brutal mit Bulldozern und Waffen gegen die Bewohner der Dörfer vor und vertrieb sie von ihrem Land.  Dabei kam es auch zu gewalttätigen Übergriffen der Soldaten. Häuser wurden niedergebrannt und Vorräte gestohlen. Wenige Tage später wurde die neue Plantage im Beisein der deutschen Investoren eröffnet. Uganda hat ebenso wie Deutschland den VN-Sozialpakt ratifiziert. Dementsprechend müssen beide Länder für den Schutz der WSK-Rechte sorgen.
Nach den Maastrichter Prinzipien hat Deutschland in diesem Fallbeispiel eindeutig seine extraterritorialen Staatenpflichten zum Schutz der wirtschaftlichen, sozialen und kulturellen Rechte verletzt. Da die Bundesregierung über die Investition in die Kaffeeplantage informiert war, hätte sie den Schutzpflichten der Maastrichter Prinzipien 24–26 zufolge dafür sorgen müssen, dass die Errichtung der neuen Plantage durch die Neumann Kaffee Gruppe keine Menschenrechtsverletzungen verursacht. Als Mitglied in der Leitungsebene der Afrikanischen Entwicklungsbank, die der Neumann Kaffee Gruppe einen Kredit zum Aufbau der Plantage bewilligte, hätte die Bundesrepublik außerdem die Möglichkeit gehabt, ihren Schutzpflichten nachzukommen – zum Beispiel durch eine Risikoanalyse.
Einem Gerichtsverfahren gegen die ugandische Regierung und das Unternehmen wurde 2002 nur aufgrund einer Kautionszahlung stattgegeben. Zusätzlich verschleppte sich das Verfahren aufgrund von wechselnden Richtern, der Abwesenheit von zuständigen Anwälten und nicht eingehaltenen Terminen über ein Jahrzehnt.
Den Zugang zu Rechtsmitteln zu gewährleisten, ist eine weitere extraterritoriale Staatenpflicht (Prinzip 37). Jeder Betroffene sollte demzufolge einen Anspruch auf Rechtsmittel und ausreichende Entschädigung besitzen. In diesem Fallbeispiel wurde den Opfern ein Zugang zum nationalen Rechtssystem durch die Zahlung einer Kaution und die Verschleppung des Verfahrens erschwert. Deutschland steht den Maastrichter Prinzipien zufolge in der Verantwortung, den vertriebenen Dorfbewohnern auch in Deutschland die Möglichkeit eines Rechtszugangs zu schaffen.
Eine Beschwerde wurde 2009 bei der deutschen OECD-Kontaktstelle eingereicht. Dort sollte ermittelt werden, ob die Neumann Kaffee Gruppe für die Vertreibung der Bauern verantwortlich ist. 2011 kam die Kontaktstelle zu dem Schluss, dass die Neumann Kaffee Gruppe davon ausgegangen war, das Land frei von den Ansprüchen Anderer erworben zu haben und deshalb die Menschenrechtsverletzungen nicht zu verantworten habe. Das Unternehmen wurde nicht aufgefordert, seinen menschenrechtlichen Verpflichtungen in Zukunft nachzukommen. Im November 2012 appellierte der Menschenrechtsausschuss der Vereinten Nationen deshalb an die deutsche Regierung, das Verhalten von global agierenden Unternehmen besser zu regulieren und außerdem den Rechtszugang für die Opfer von Menschenrechtsverletzungen durch deutsche Unternehmen zu fördern.